# Grå puckelmätare
Grå puckelmätare (Lithostege griseata) är en fjärilsart som beskrevs av Ignaz Schiffermüller 1775. Grå puckelmätare ingår i släktet Lithostege och familjen mätare. Enligt den svenska rödlistan är arten akut hotad i Sverige. Arten förekommer i Götaland. Artens livsmiljö är jordbrukslandskap, stadsmiljö. Inga underarter finns listade i Catalogue of Life.

## Bildgalleri

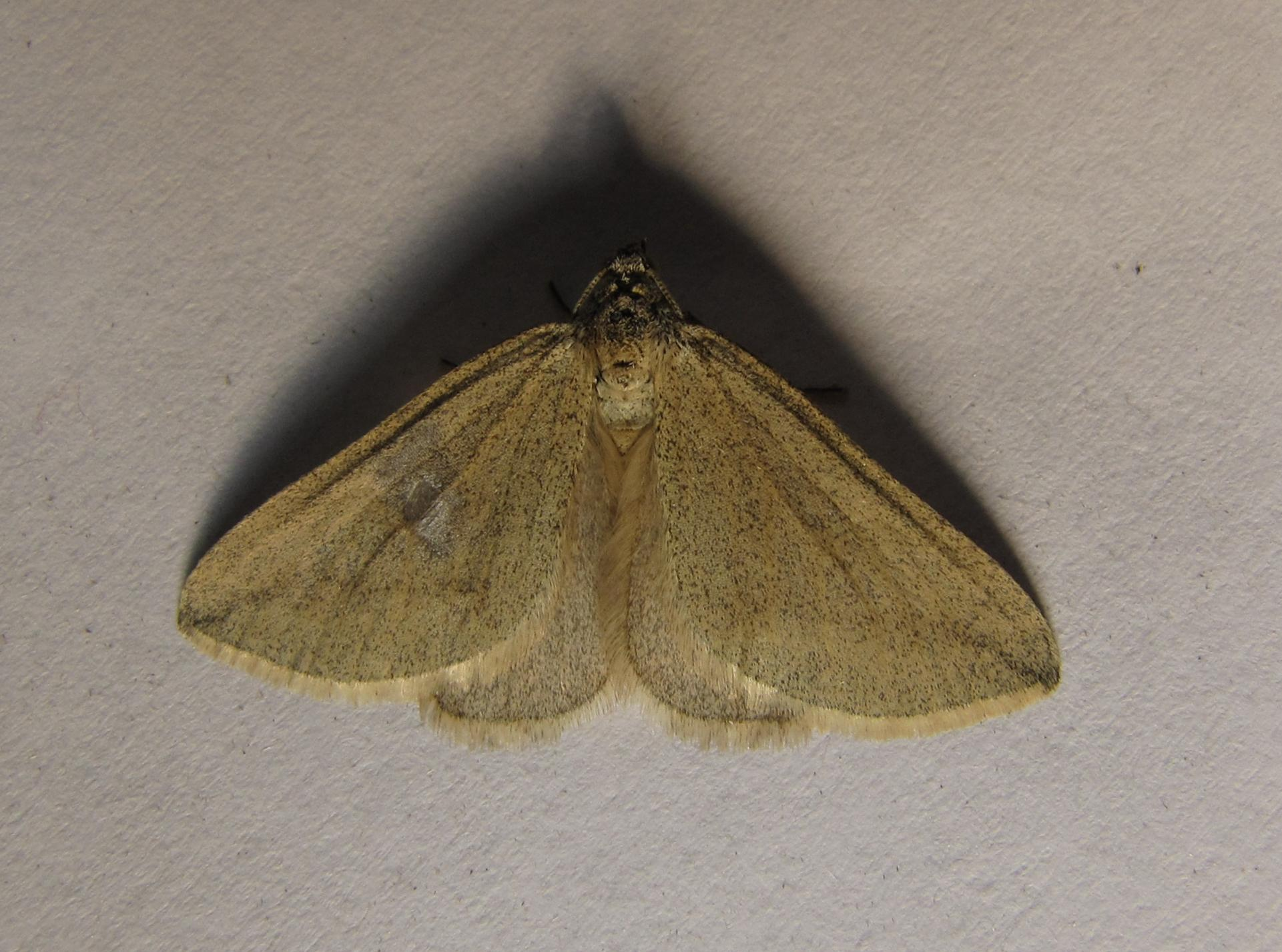
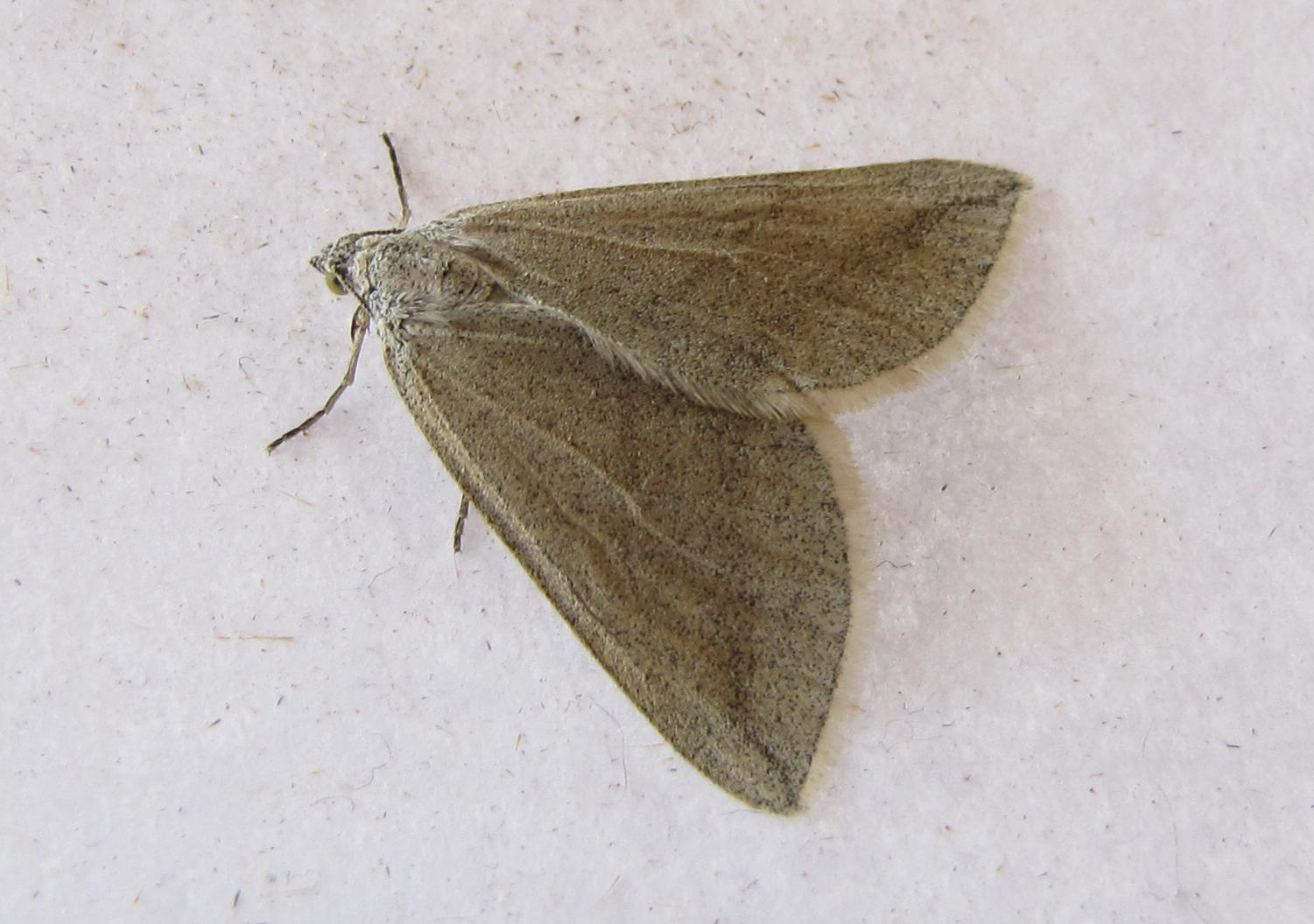